# Rennrodel-Europameisterschaften 2024
Die 55. Rennrodel-Europameisterschaften wurden im Rahmen des vierten Weltcuprennens der Saison 2023/24 auf dem Olympia Eiskanal Innsbruck-Igls ausgetragen. Die von der Fédération Internationale de Luge organisierten kontinentalen Titelkämpfe fanden zum zweiten Mal nach 1990 auf der Olympiabahn von 1964 statt.
Es wurden Race-in-Race-Wettbewerbe (die Weltcuprennen sind gleichzeitig auch Europameisterschaftsrennen) in Ein- und Doppelsitzern für Männer und Frauen sowie in der Disziplin der Teamstaffel ausgetragen. Abgesehen vom letzten Wettbewerb wurden alle Wettbewerbe in zwei Läufen entschieden werden. Zum fünften Mal nahm die FIL in den Ein- und Doppelsitzerwettbewerben separate U23-Wertungen vor.

## Vergabe

Bahnprofil

Im Sommer 2023 gab der Rennrodel-Weltverband Fédération Internationale de Luge bekannt, dass die 55. Rennrodel-Europameisterschaften auf dem Olympia Eiskanal in Innsbruck-Igls stattfinden werden. Die Olympiabahn von 1964 ist seit vielen Jahren regelmäßiger Austragungsort von Rennrodel-Weltcups und war auf dem FIL-Jahreskongress 2023 auch als Austragungsort der Weltmeisterschaften 2027 bestimmt worden. Innsbruck-Igls hatte bereits die interkontinentalen Titelkämpfe 1977, 1987, 1997, 2007 und 2017 ausgerichtet. Die Austragung der kontinentalen Titelkämpfe fand bereits 1951 (damals noch auf der ehemaligen Bahn, die von der Römerstraße bis zur Talstation der Patscherkofelbahn führte) sowie 1990 (auf dem heutigen Eiskanal) in Innsbruck-Igls statt.

## Titelverteidiger
Bei den vorangegangenen Europameisterschaften 2023 auf der Rodelbahn im lettischen Sigulda siegten Anna Berreiter im Frauen-Einsitzer, Max Langenhan im Männer-Einsitzer, das Frauen-Doppelsitzerpaar Andrea Vötter und Marion Oberhofer, die Männer-Doppelsitzer Tobias Wendl und Tobias Arlt sowie die Teamstaffel Lettlands in der Besetzung Elīna Ieva Vītola, Kristers Aparjods sowie Mārtiņš Bots und Roberts Plūme. Die Teamstaffel wurde bis einschließlich der Saison 2022/23 im Elitebereich mit je einem Einsitzer der Frauen, Einsitzer der Männer und Doppelsitzer der Männer ausgetragen. Seit der Saison 2023/24 ist auch ein Doppelsitzer der Frauen Bestandteil des Wettbewerbs.

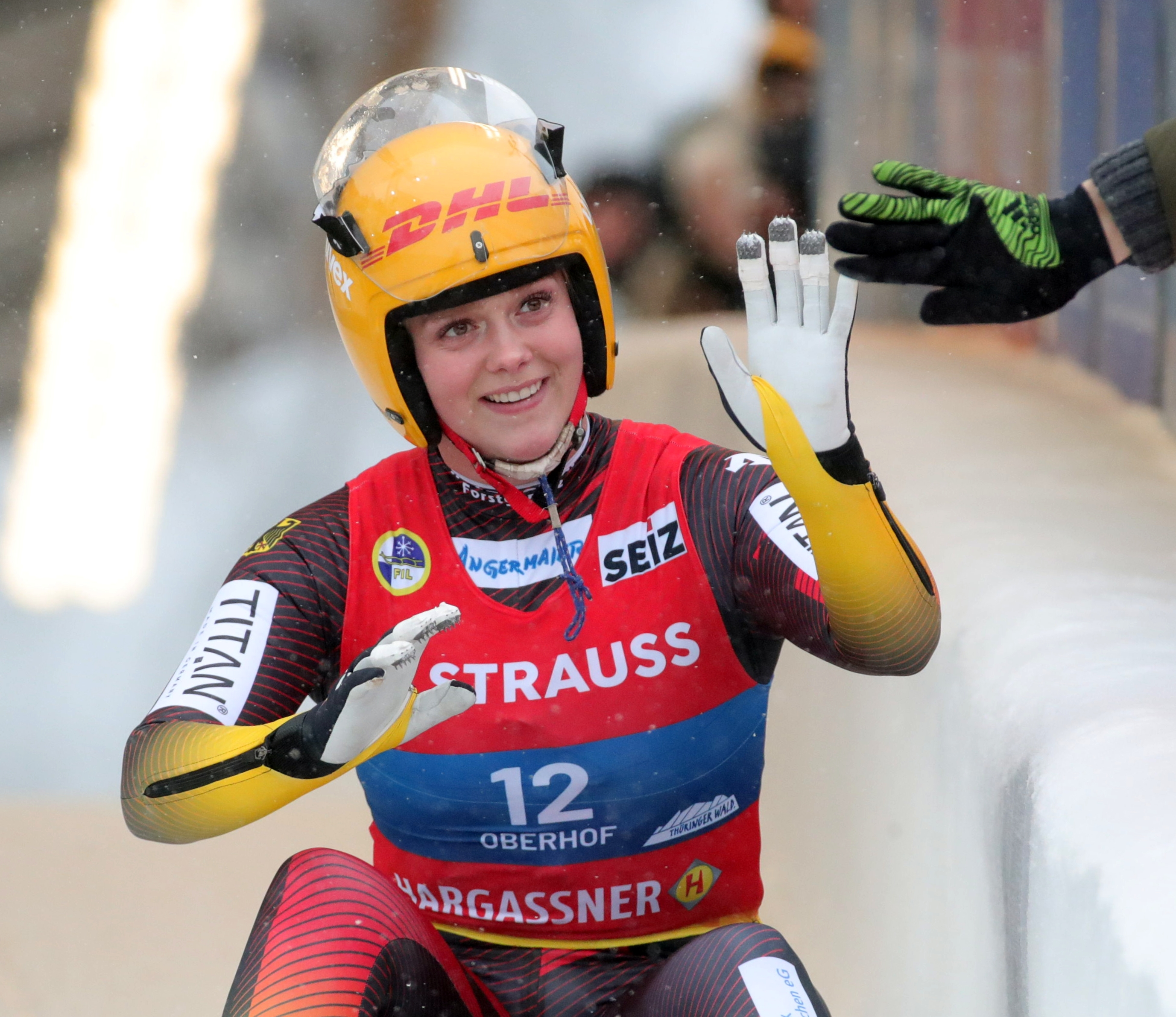
Anna Berreiter
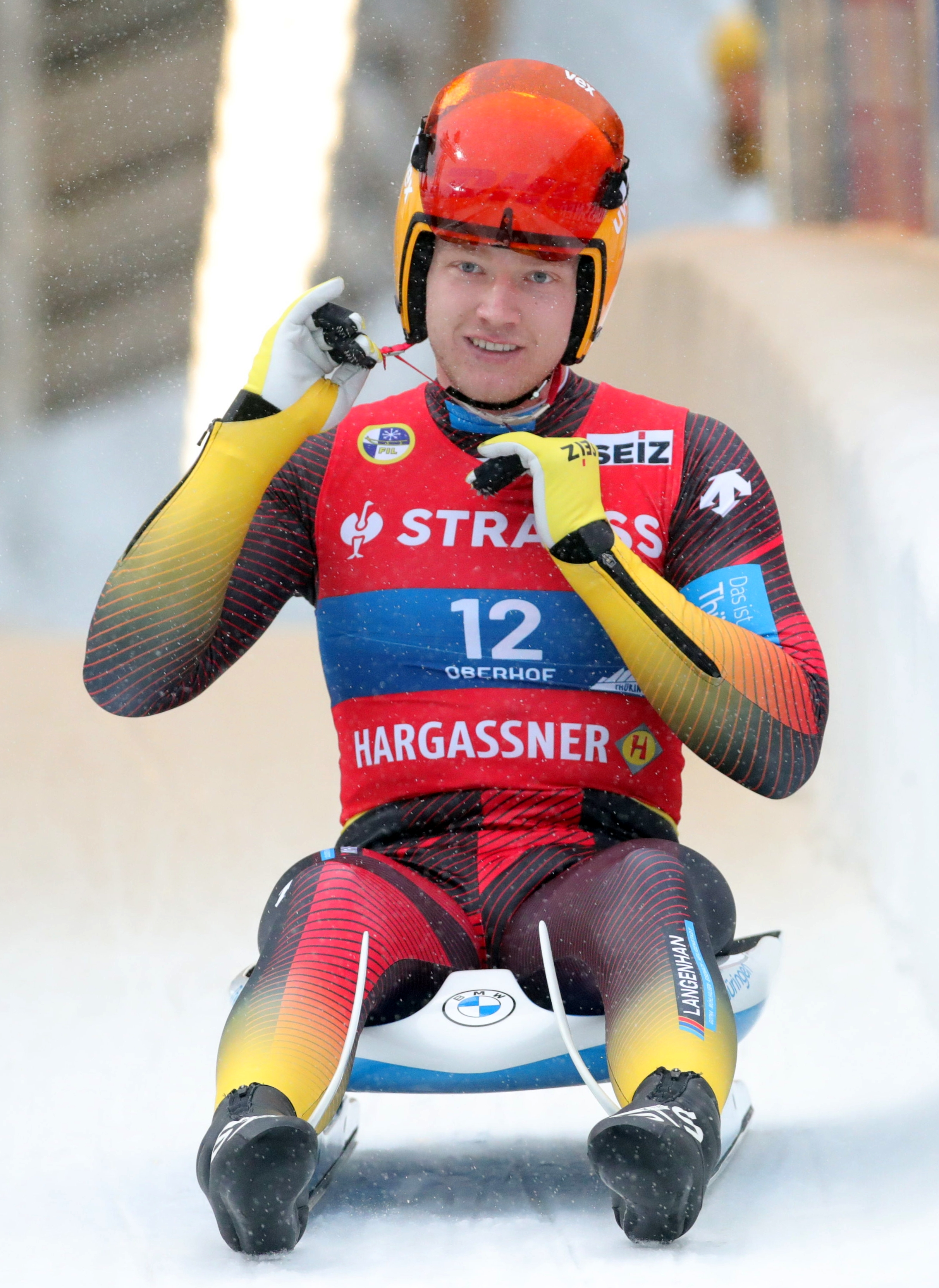
Max Langenhan
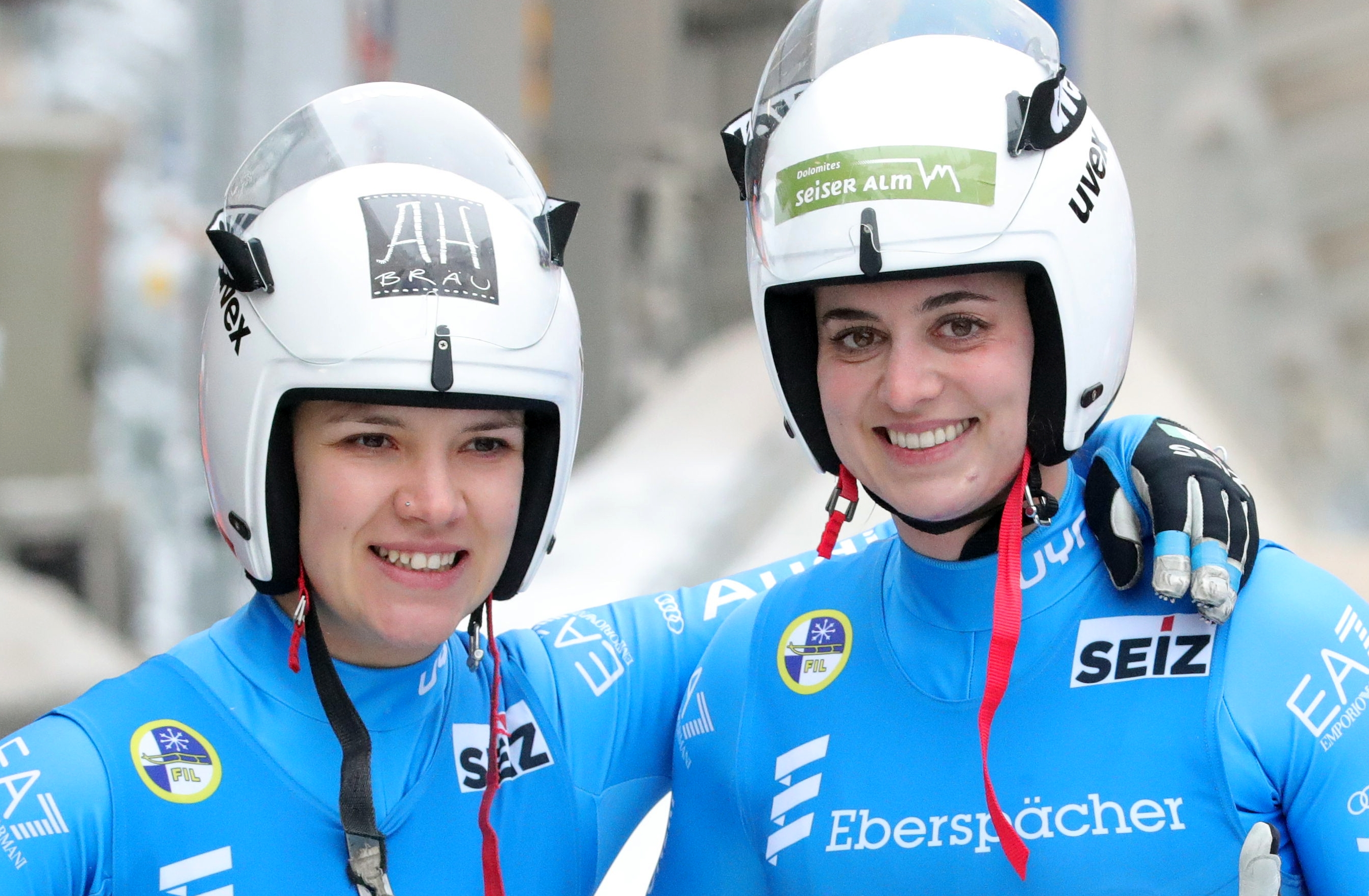
Marion Oberhofer und Andrea Vötter
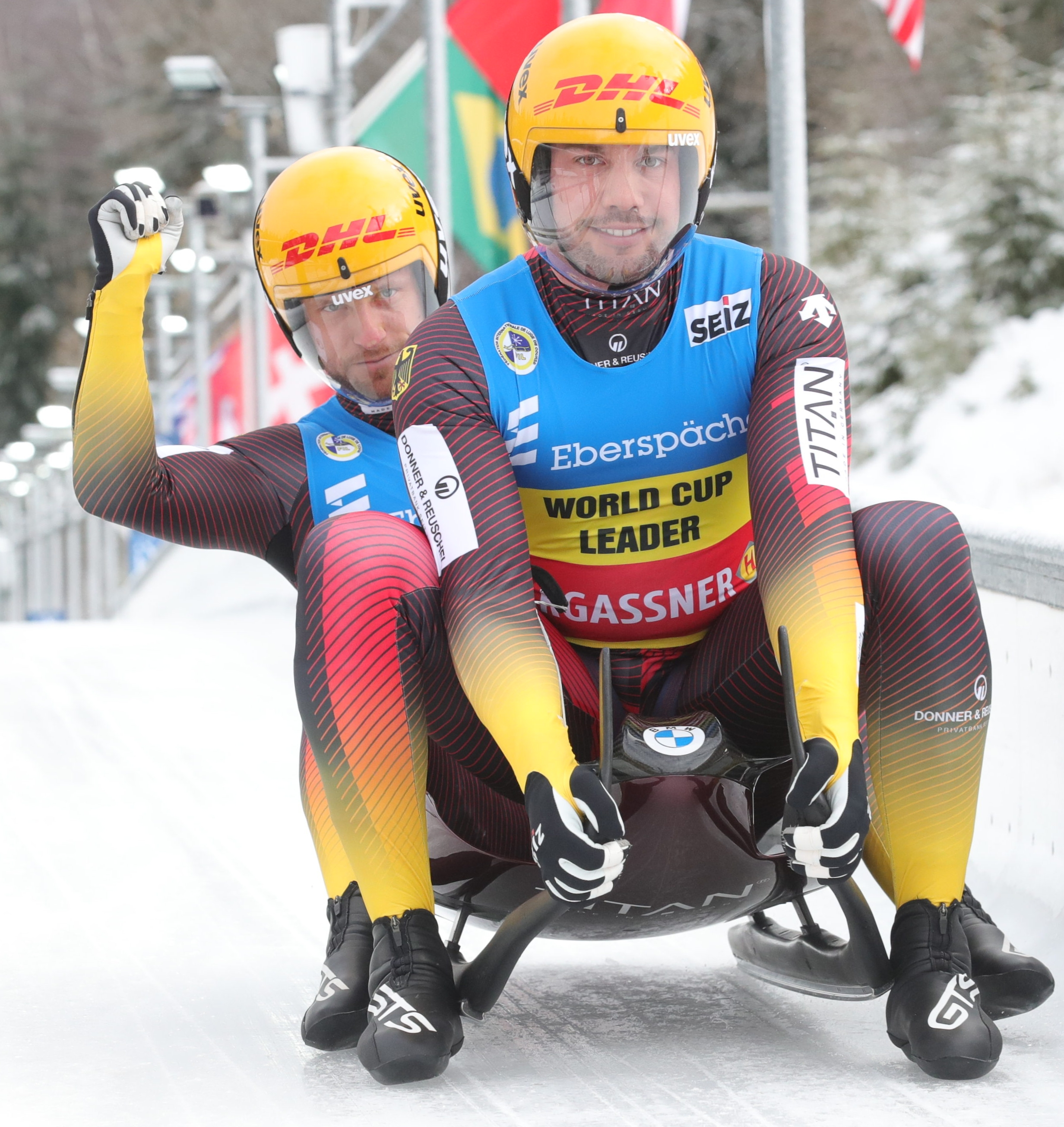
Tobias Wendl und Tobias Arlt
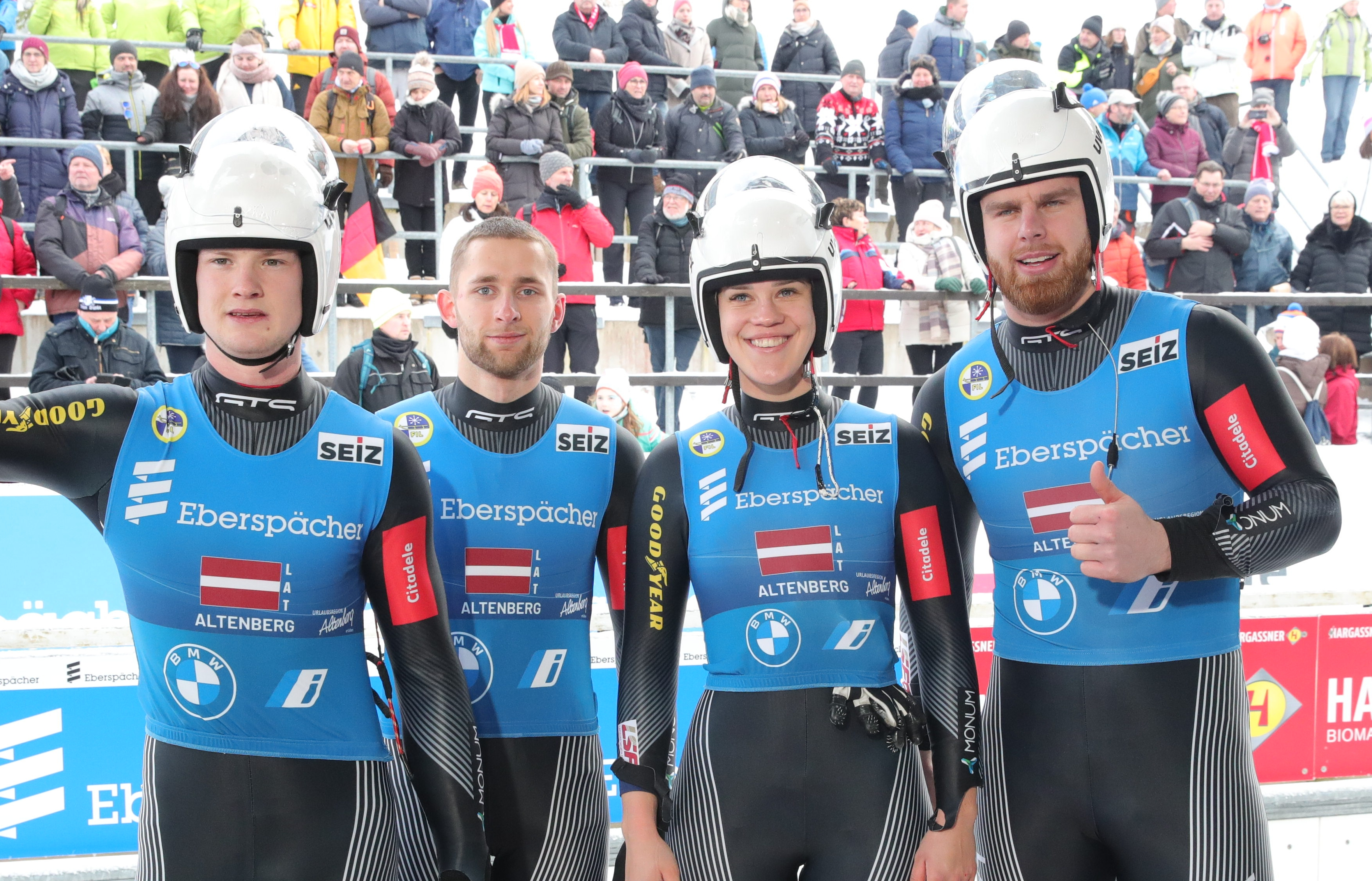
Mārtiņš Bots, Roberts Plūme, Elīna Ieva Vītola und Kristers Aparjods

## Ergebnisse

### Einsitzer der Frauen

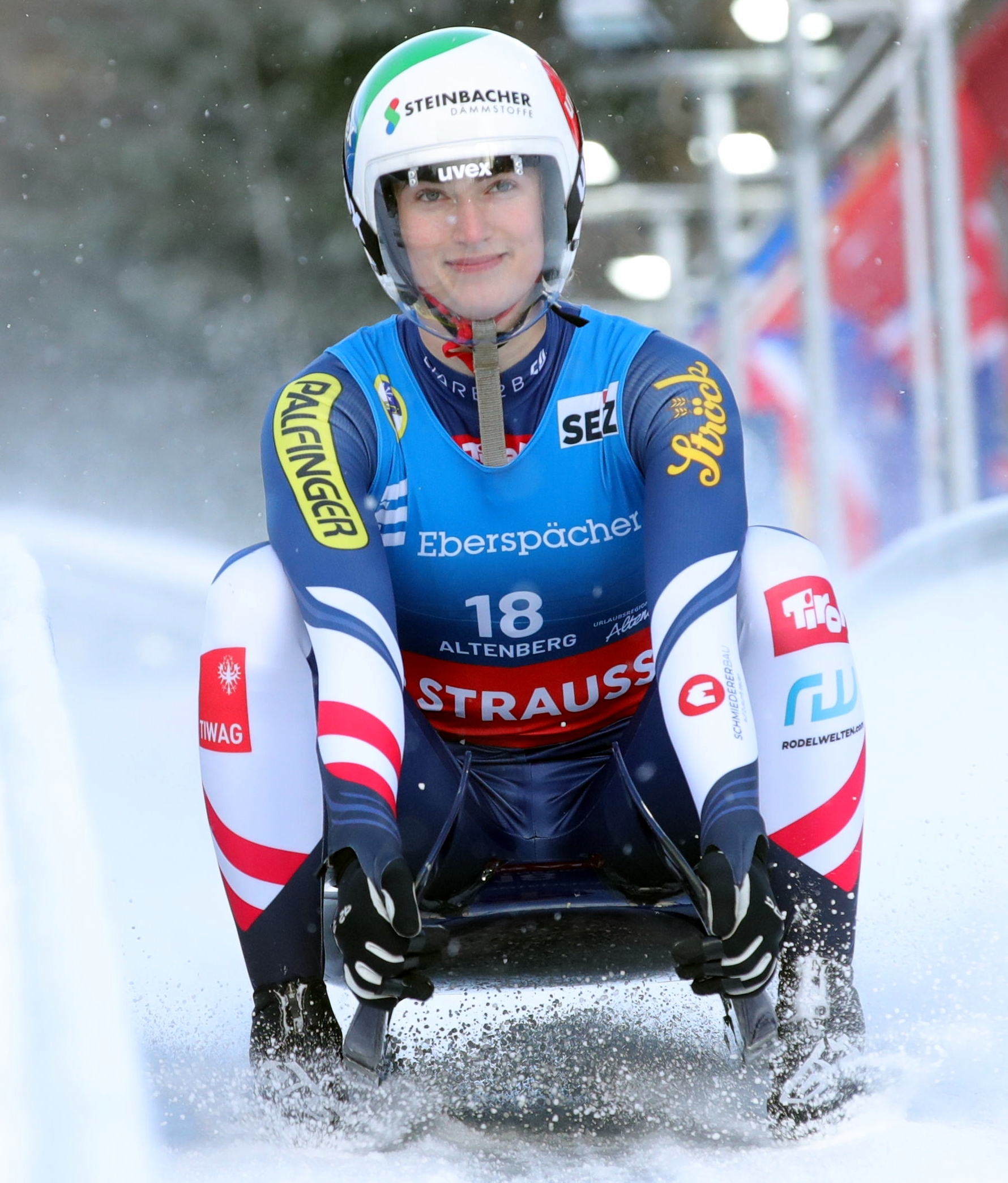
Madeleine Egle, Europameisterin

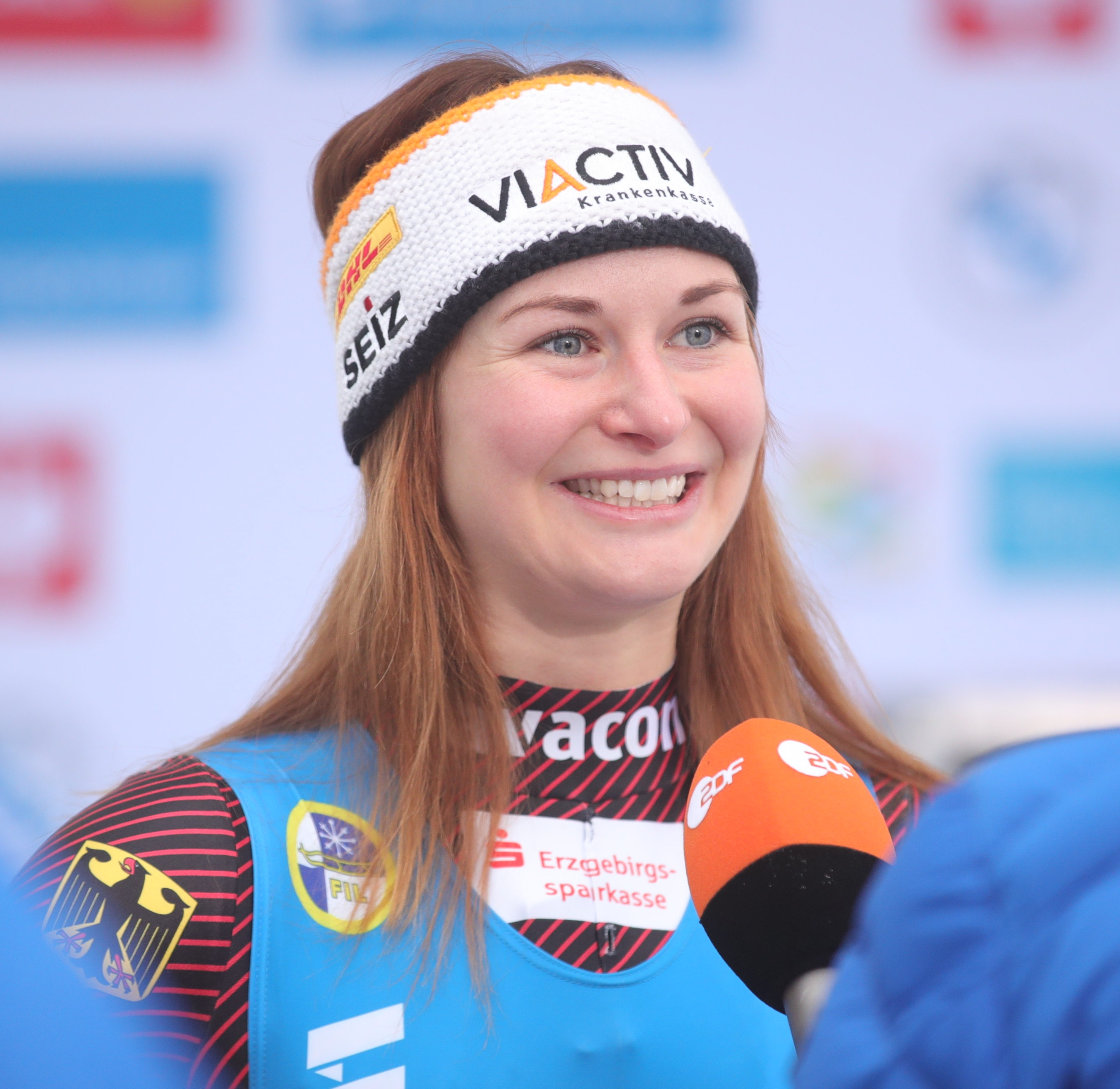
Julia Taubitz, Vize-Europameisterin

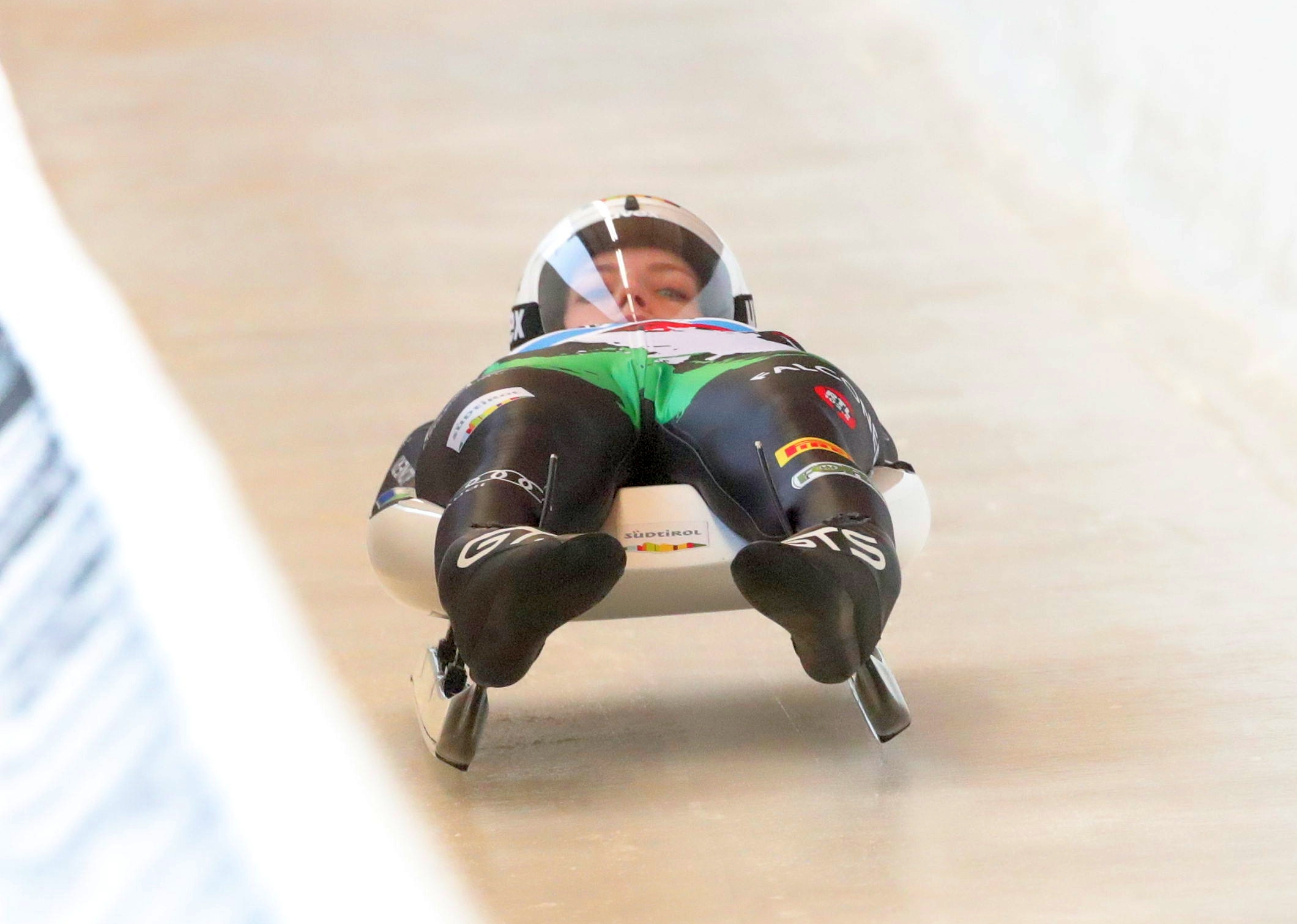
Verena Hofer, U23-Europameisterin

| Platz | Sportlerin                  | Laufzeiten        | Zeit             |
| ----- | --------------------------- | ----------------- | ---------------- |
| 01    | Madeleine Egle              | 39,599 s 39,601 s | 1:19,200 Minuten |
| 02    | Julia Taubitz               | 39,622 s 39,602 s | 1:+0,024 s       |
| 03    | Anna Berreiter              | 39,747 s 39,692 s | 1:+0,239 s       |
| 04    | Lisa Schulte                | 39,755 s 39,738 s | 1:+0,293 s       |
| 05    | Elīna Ieva Vītola           | 39,785 s 39,901 s | 1:+0,486 s       |
| 06    | Verena Hofer (U23)          | 39,892 s 39,863 s | 1:+0,555 s       |
| 07    | Hannah Prock                | 39,936 s 39,907 s | 1:+0,643 s       |
| 08    | Kendija Aparjode            | 39,942 s 39,936 s | 1:+0,678 s       |
| 09    | Natalie Maag                | 40,048 s 39,880 s | 1:+0,728 s       |
| 10    | Sandra Robatscher           | 40,054 s 39,884 s | 1:+0,738 s       |
| 11    | Merle Fräbel (U23)          | 39,935 s 40,008 s | 1:+0,743 s       |
| 12    | Sigita Bērziņa              | 39,969 s 39,978 s | 1:+0,747 s       |
| 13    | Melina Fischer (U23)        | 40,019 s 39,975 s | 1:+0,794 s       |
| 14    | Nina Zöggeler (U23)         | 40,022 s 40,068 s | 1:+0,890 s       |
| 15    | Barbara Allmaier (U23)      | 40,028 s 40,070 s | 1:+0,898 s       |
| 16    | Zane Kaluma (U23)           | 40,176 s 40,102 s | 1:+1,078 s       |
| 17    | Tove Kohala (U23)           | 40,366 s 40,220 s | 1:+1,386 s       |
| 18    | Annalena Huber (U23)        | 40,332 s 40,382 s | 1:+1,514 s       |
| 19    | Ioana-Corina Buzatoiu (U23) | 40,627 s 40,242 s | 1:+1,669 s       |
| 20    | Anna Schkret (U23)          | 40,598 s 40,578 s | 1:+1,976 s       |
| 21    | Tereza Nosková              |                   |                  |
| 22    | Olena Stezkiw               |                   |                  |
| 23    | Anna Čežíková (U23)         |                   |                  |
| 24    | Julianna Tunyzka (U23)      |                   |                  |
| 25    | Klaudia Domaradzka          |                   |                  |
| 26    | Lucie Jansová (U23)         |                   |                  |
| 27    | Elsa Desmond                |                   |                  |

### Einsitzer der Männer

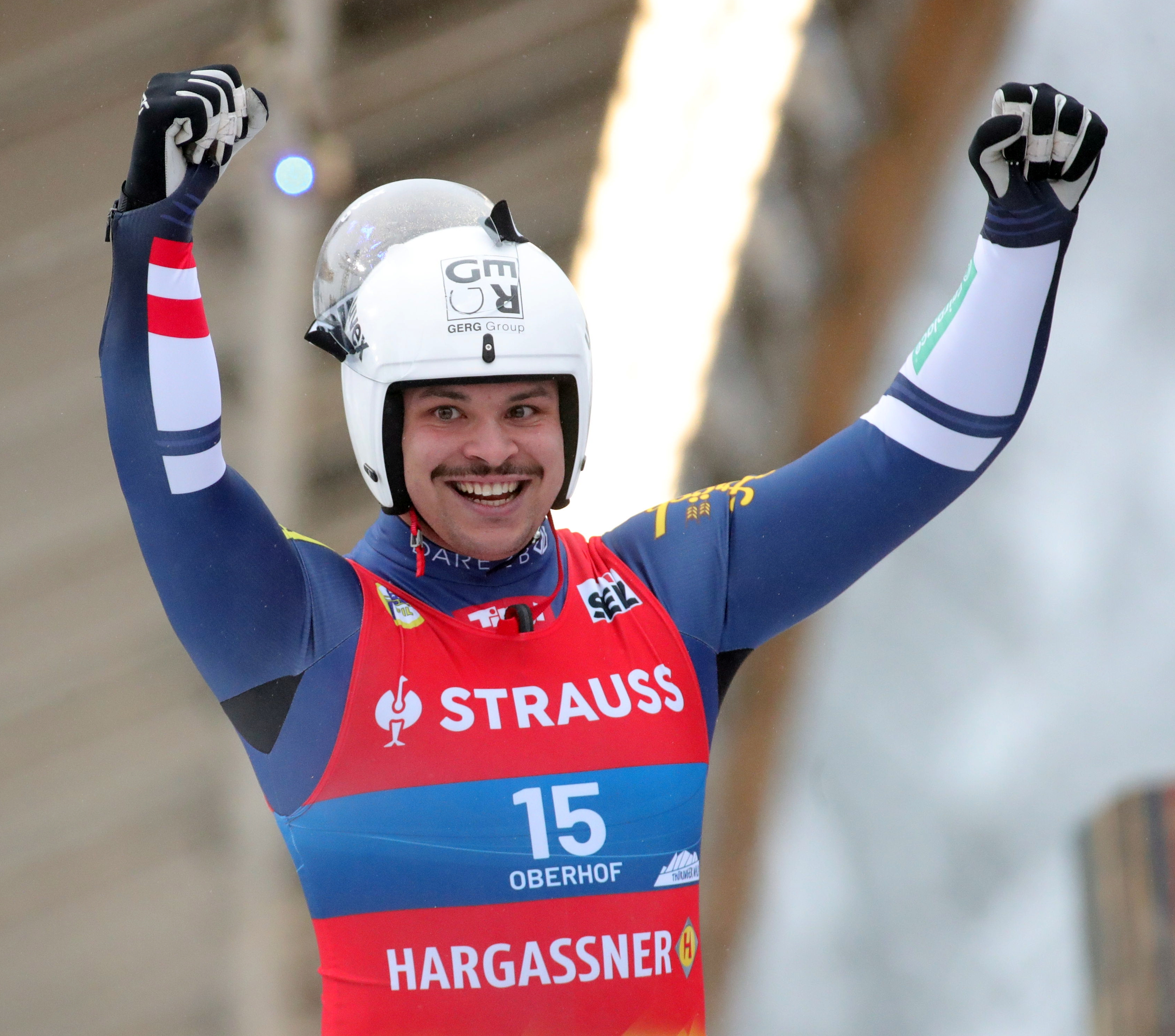
Jonas Müller, Europameister

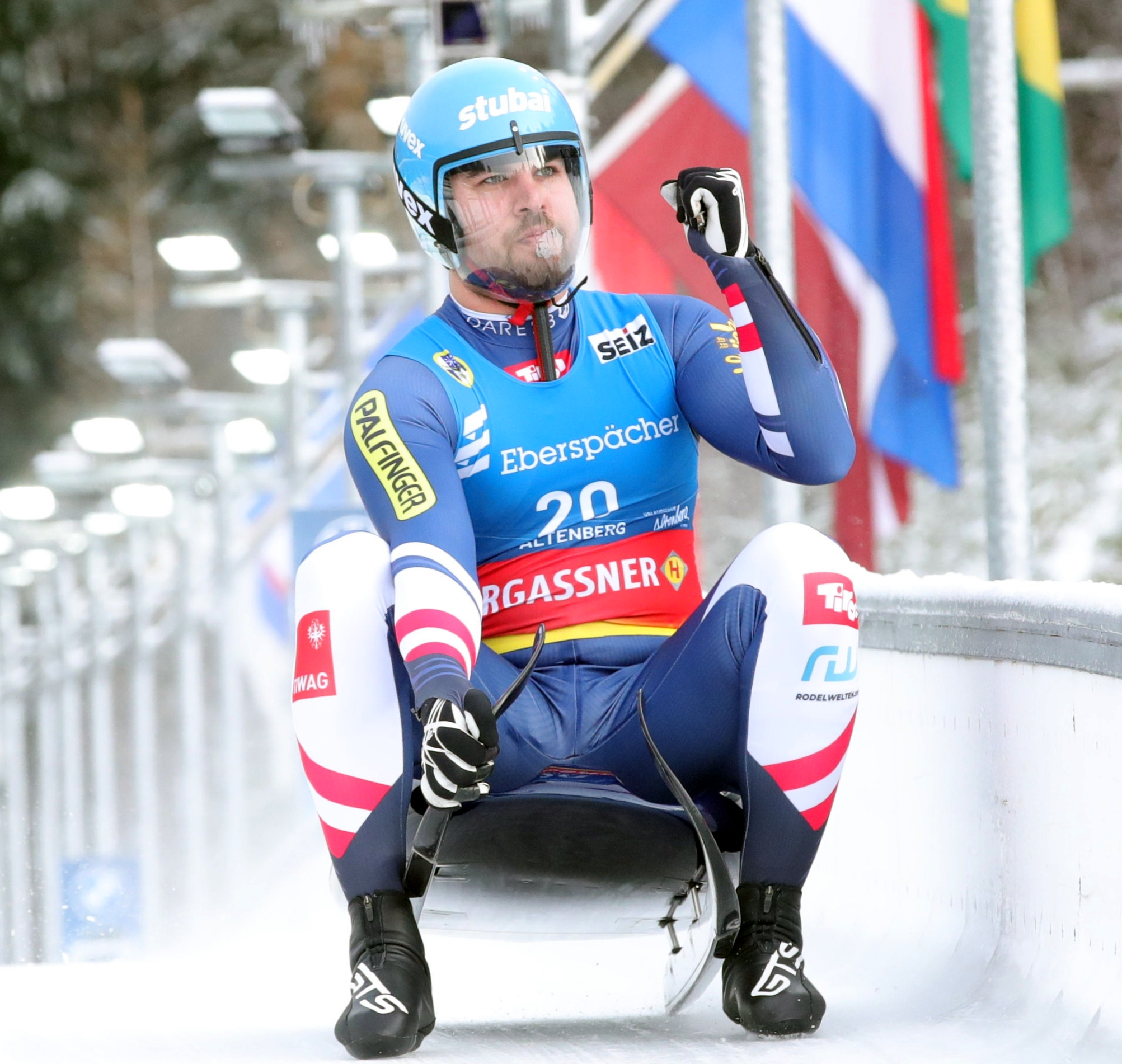
Nico Gleirscher, Vize-Europameister

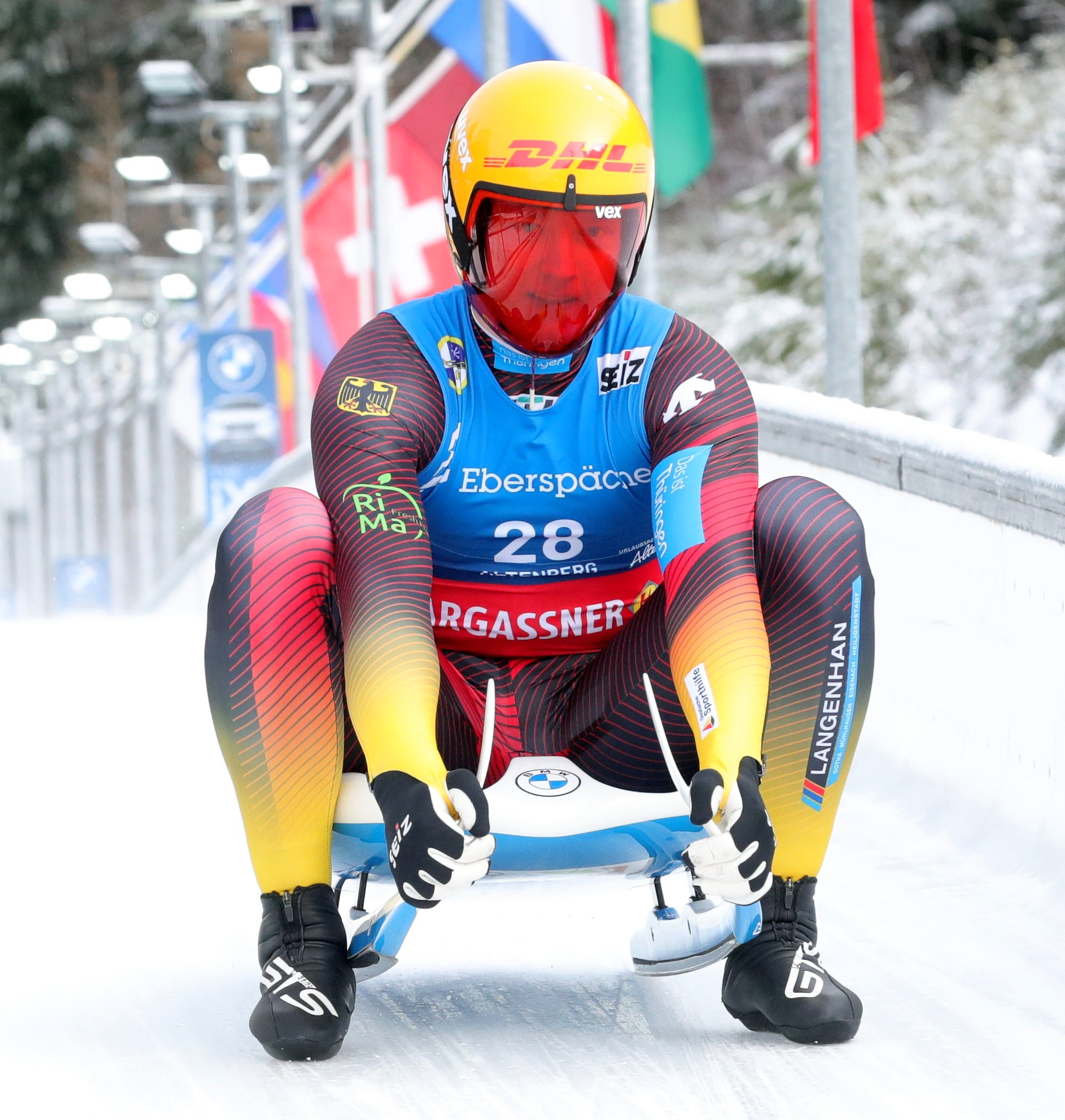
Max Langenhan, Bronzemedaillengewinner

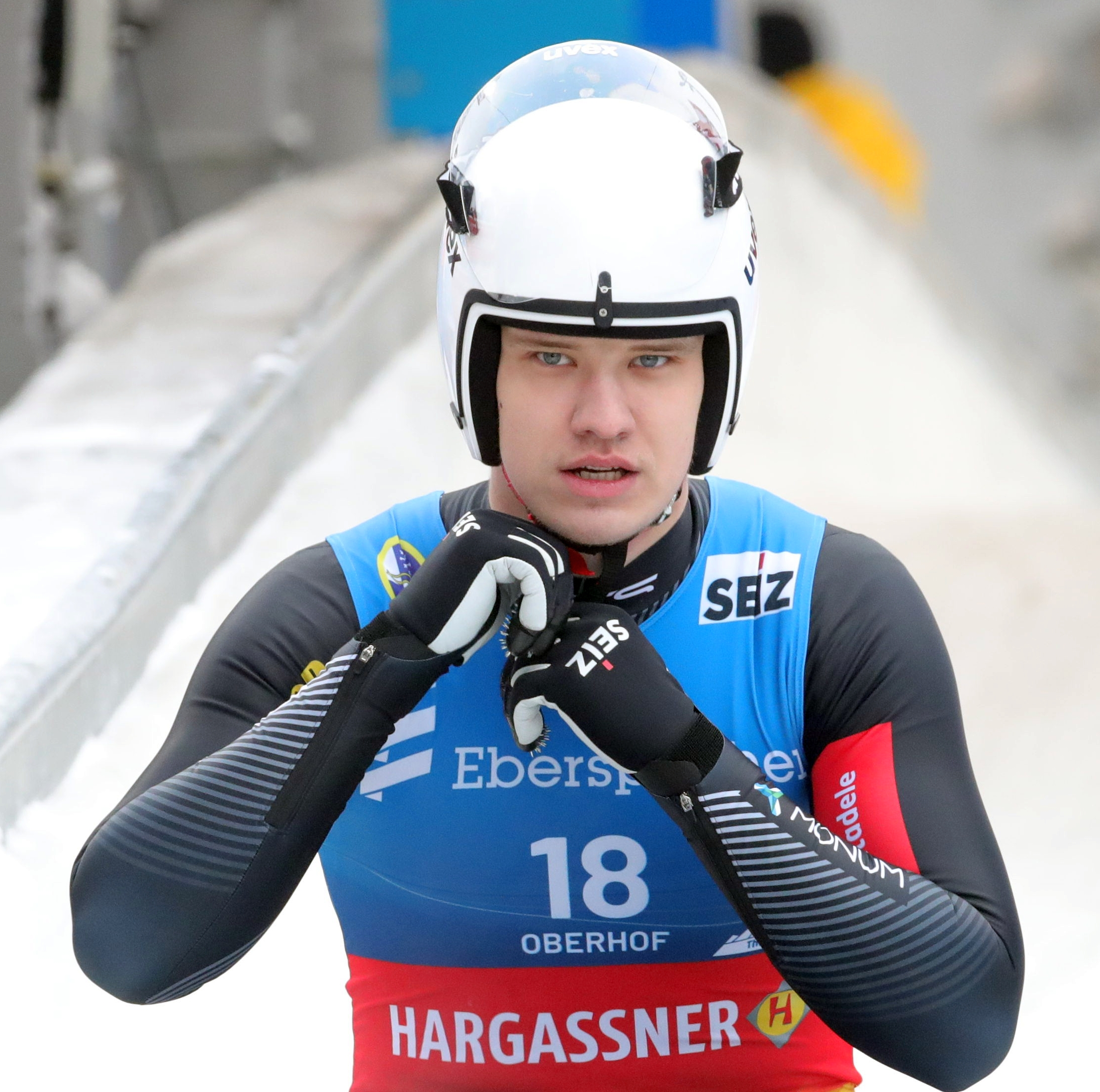
Gints Bērziņš, U23-Europameister

| Platz | Sportler                  | Laufzeiten        | Zeit             |
| ----- | ------------------------- | ----------------- | ---------------- |
| 01    | Jonas Müller              | 49,288 s 49,367 s | 1:38,655 Minuten |
| 02    | Nico Gleirscher           | 49,469 s 49,512 s | 1:+0,326 s       |
| 03    | Max Langenhan             | 49,599 s 49,484 s | 1:+0,428 s       |
| 04    | Kristers Aparjods         | 49,618 s 49,536 s | 1:+0,499 s       |
| 05    | David Gleirscher          | 49,564 s 49,635 s | 1:+0,544 s       |
| 06    | Wolfgang Kindl            | 49,639 s 49,609 s | 1:+0,593 s       |
| 07    | Dominik Fischnaller       | 49,628 s 49,680 s | 1:+0,653 s       |
| 08    | Felix Loch                | 49,671 s 49,668 s | 1:+0,684 s       |
| 09    | Leon Felderer             | 49,951 s 50,069 s | 1:+1,365 s       |
| 10    | Gints Bērziņš (U23)       | 50,024 s 50,102 s | 1:+1,471 s       |
| 11    | Andrij Mandsij            | 50,104 s 50,095 s | 1:+1,544 s       |
| 12    | Svante Kohala             | 50,128 s 50,200 s | 1:+1,673 s       |
| 13    | Timon Grancagnolo (U23)   | 50,144 s 50,191 s | 1:+1,677 s       |
| 14    | Lukas Peccei (U23)        | 50,133 s 50,211 s | 1:+1,689 s       |
| 15    | Jozef Ninis               | 50,183 s 50,189 s | 1:+1,717 s       |
| 16    | Anton Dukatsch            | 50,090 s 50,397 s | 1:+1,832 s       |
| 17    | David Nößler (U23)        | 50,299 s 50,222 s | 1:+1,866 s       |
| 18    | Alex Gufler (U23)         | 50,254 s 50,296 s | 1:+1,895 s       |
| 19    | Marián Skupek (U23)       | 50,571 s 50,229 s | 1:+2,145 s       |
| 20    | Valentin Crețu            | 50,242 s 50,602 s | 1:+2,189 s       |
| 21    | Mateusz Sochowicz         | 50,573 s 50,309 s | 1:+2,227 s       |
| 22    | Kaspars Rinks (U23)       | 50,352 s 50,555 s | 1:+1,252 s       |
| 23    | Mirza Nikolajev (U23)     | 50,818 s 50,599 s | 1:+2,762 s       |
| 24    | Danylo Marzynowskyj (U23) | 50,777 s 51,097 s | 1:+3,219 s       |
| 25    | Christián Bosman (U23)    |                   |                  |
| 26    | Eduard-Mihai Crăciun      |                   |                  |
| 27    | Lovro Kovačić (U23)       |                   |                  |
| 28    | Hamza Pleho (U23)         |                   |                  |
| 29    | Walter Vikström           |                   |                  |
| 30    | Tian Badžukov (U23)       |                   |                  |

### Doppelsitzer der Frauen

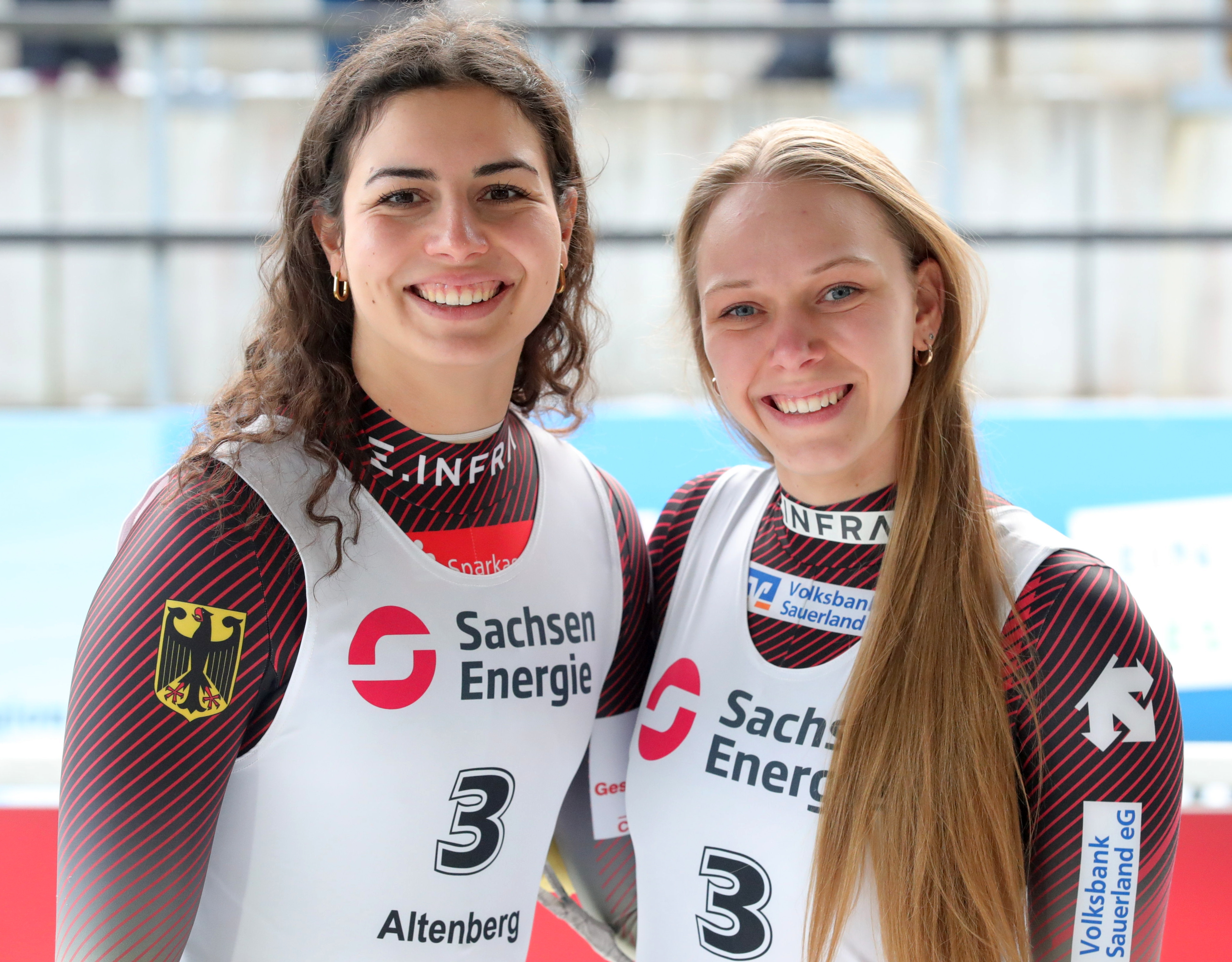
Degenhardt/Rosenthal, Europameisterinnen

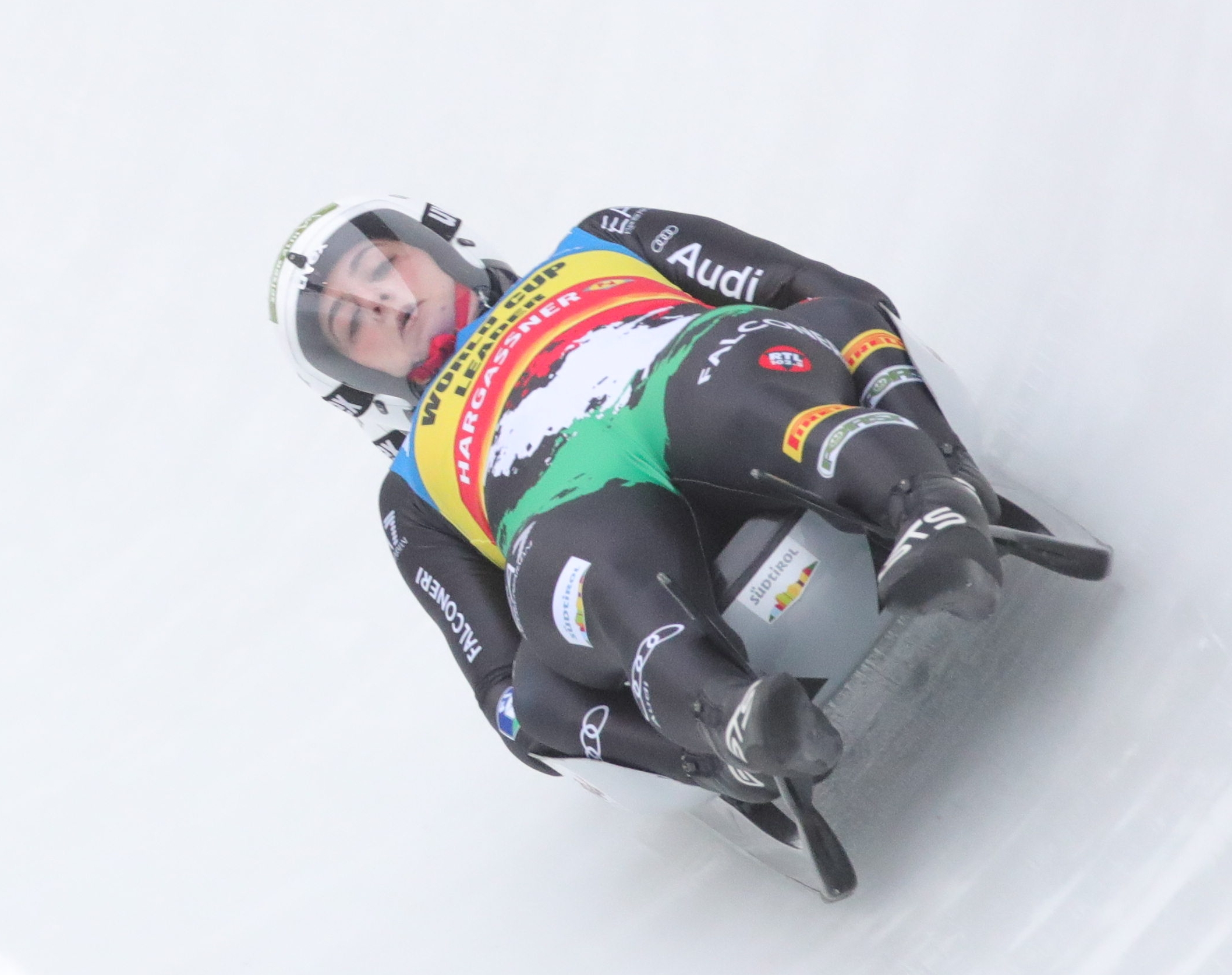
Vötter/Oberhofer, Vize-Europameisterinnen

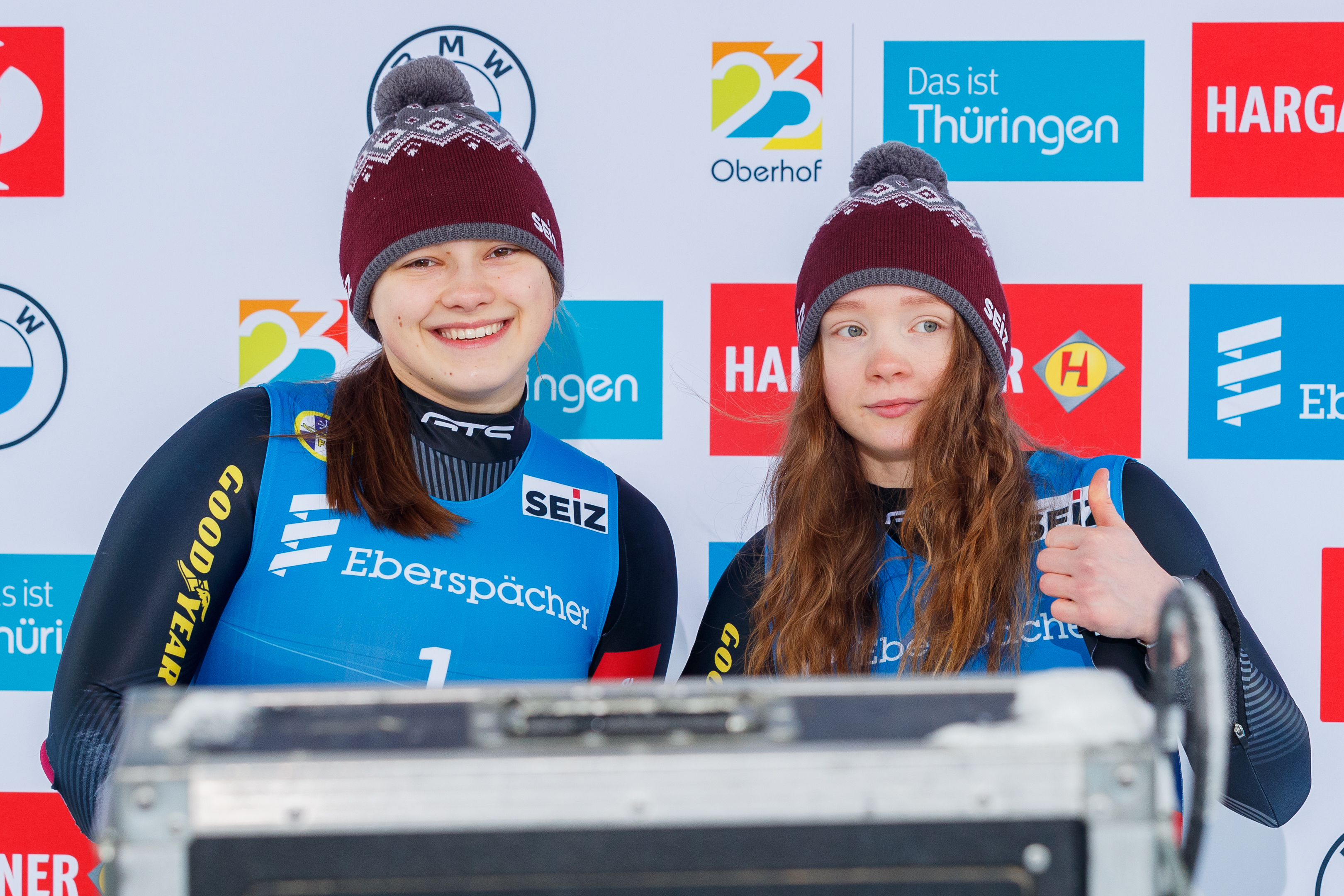
Robežniece/Bogdanova, U23-Europameisterinnen

| Platz | Sportlerinnen                                  | Laufzeiten         | Zeit             |
| ----- | ---------------------------------------------- | ------------------ | ---------------- |
| 01    | Jessica Degenhardt / Cheyenne Rosenthal        | 40,114 s 40,064 s  | 1:20,178 Minuten |
| 02    | Andrea Vötter / Marion Oberhofer               | 40,7070 s 40,122 s | 1:+0,014 s       |
| 03    | Marta Robežniece / Kitija Bogdanova (U23)      | 40,262 s 40,176 s  | 1:+0,260 s       |
| 04    | Anda Upīte / Zane Kaluma                       | 40,207 s 40,272 s  | 1:+0,301 s       |
| 05    | Dajana Eitberger / Saskia Schirmer             | 40,494 s 40,184 s  | 1:+0,500 s       |
| 06    | Lisa Zimmermann / Dorothea Schwarz (U23)       | 40,310 s 40,382 s  | 1:+0,514 s       |
| 07    | Selina Egle / Lara Kipp (U23)                  | 40,035 s 43,046 s  | 1:+0,517 s       |
| 08    | Elisa Storch / Pauline Patz (U23)              | 40,449 s 40,474 s  | 1:+0,745 s       |
| 09    | Viktorija Ziediņa / Selīna Zvilna (U23)        | 40,449 s 40,474 s  | 1:+0,870 s       |
| 10    | Raluca Strămăturaru / Mihaela-Carmen Manolescu | 40,492 s 40,649 s  | 1:+0,963 s       |
| 11    | Olena Stezkiw / Oleksandra Moch                | 40,678 s 40,591 s  | 1:+1,091 s       |
| 12    | Anna Čežíková / Lucie Jansová (U23)            | 40,799 s 40,815 s  | 1:+1,436 s       |
| 13    | Nikola Domowicz / Dominika Piwkowska (U23)     | 40,906 s 40,843 s  | 1:+1,571 s       |
| 14    | Natascha Chytrenko / Wiktorija Kowal (U23)     | 40,930 s 40,980 s  | 1:+1,732 s       |

### Doppelsitzer der Männer

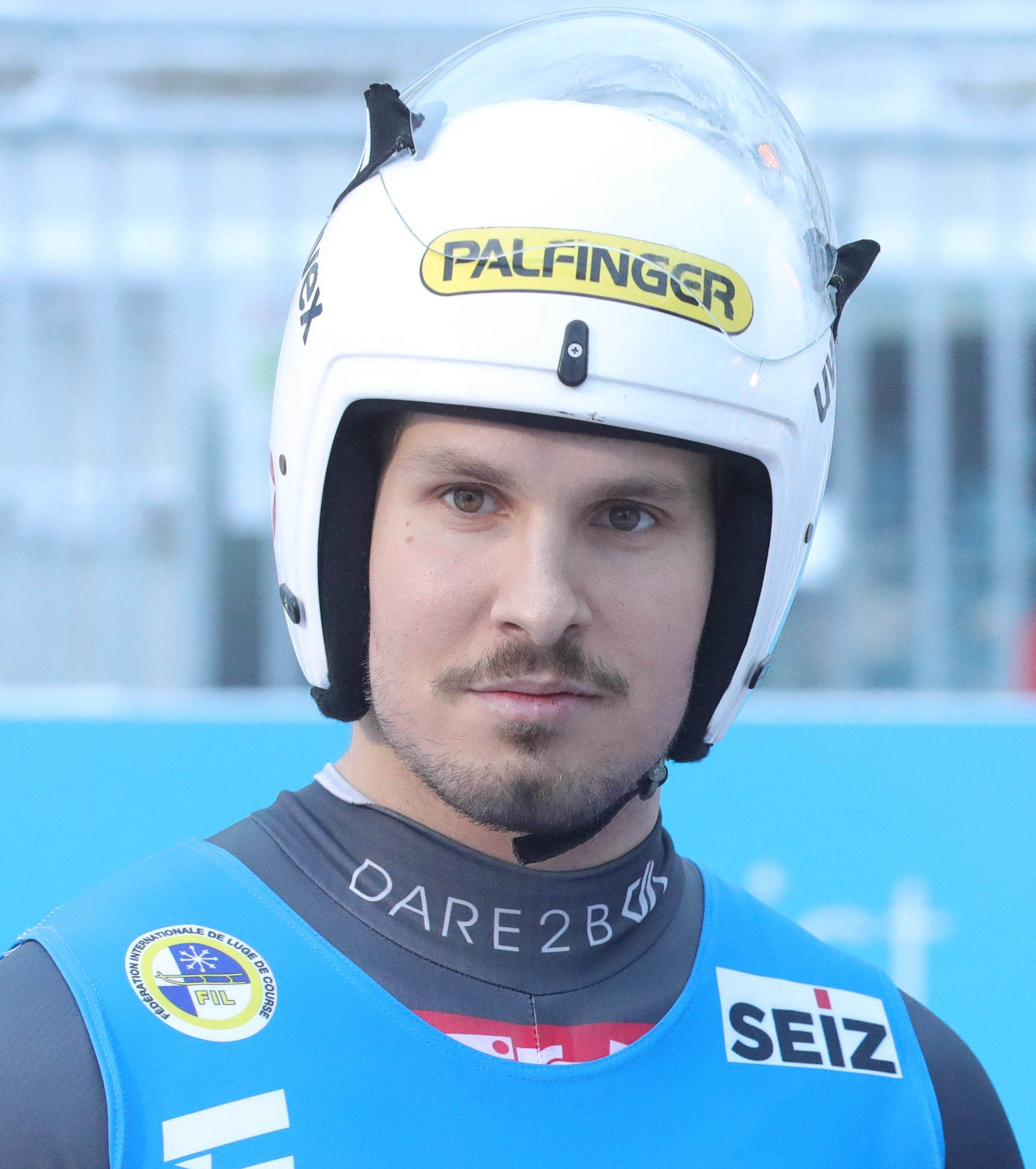
Thomas Steu, Europameister

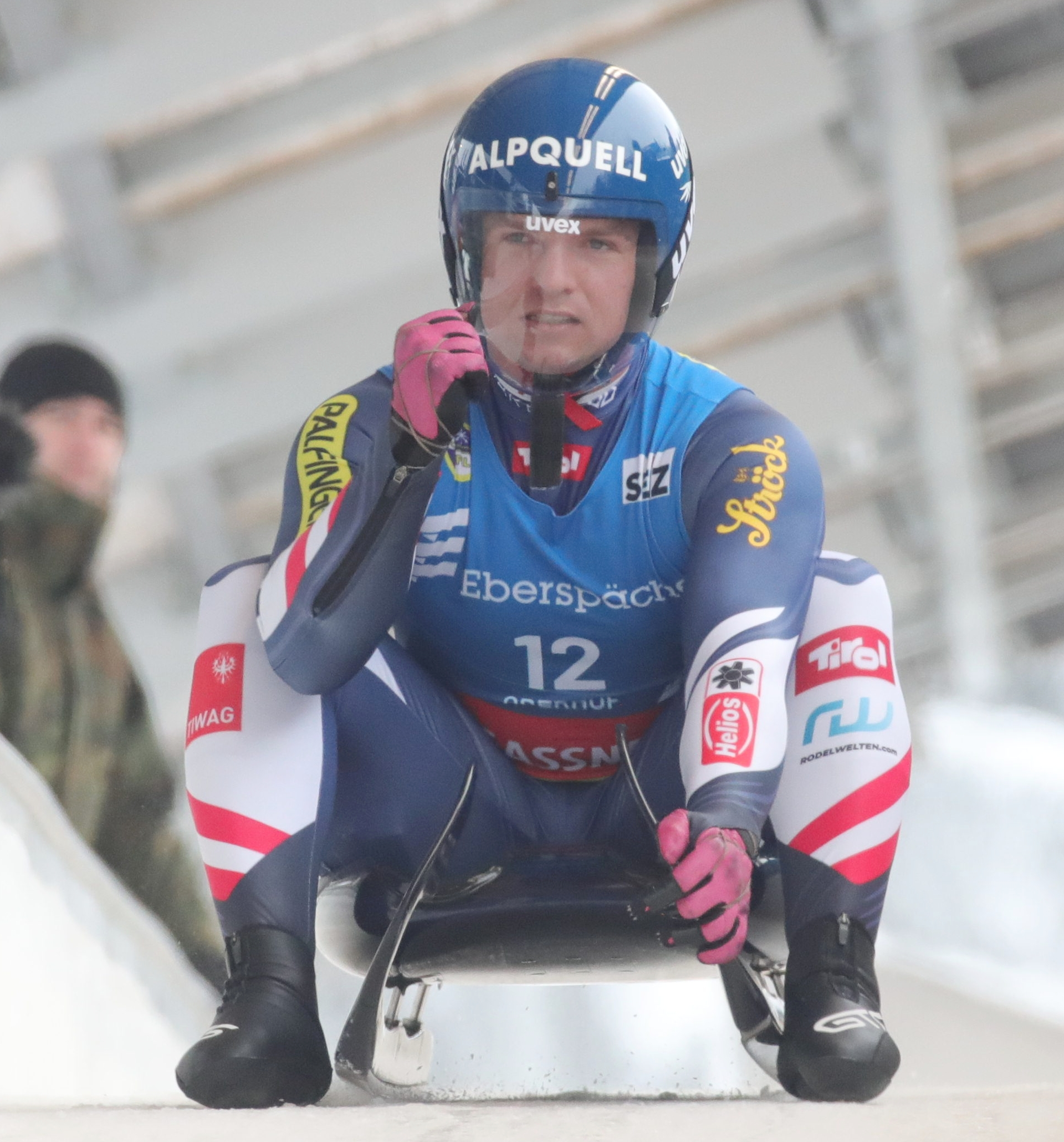
Wolfgang Kindl, Europameister

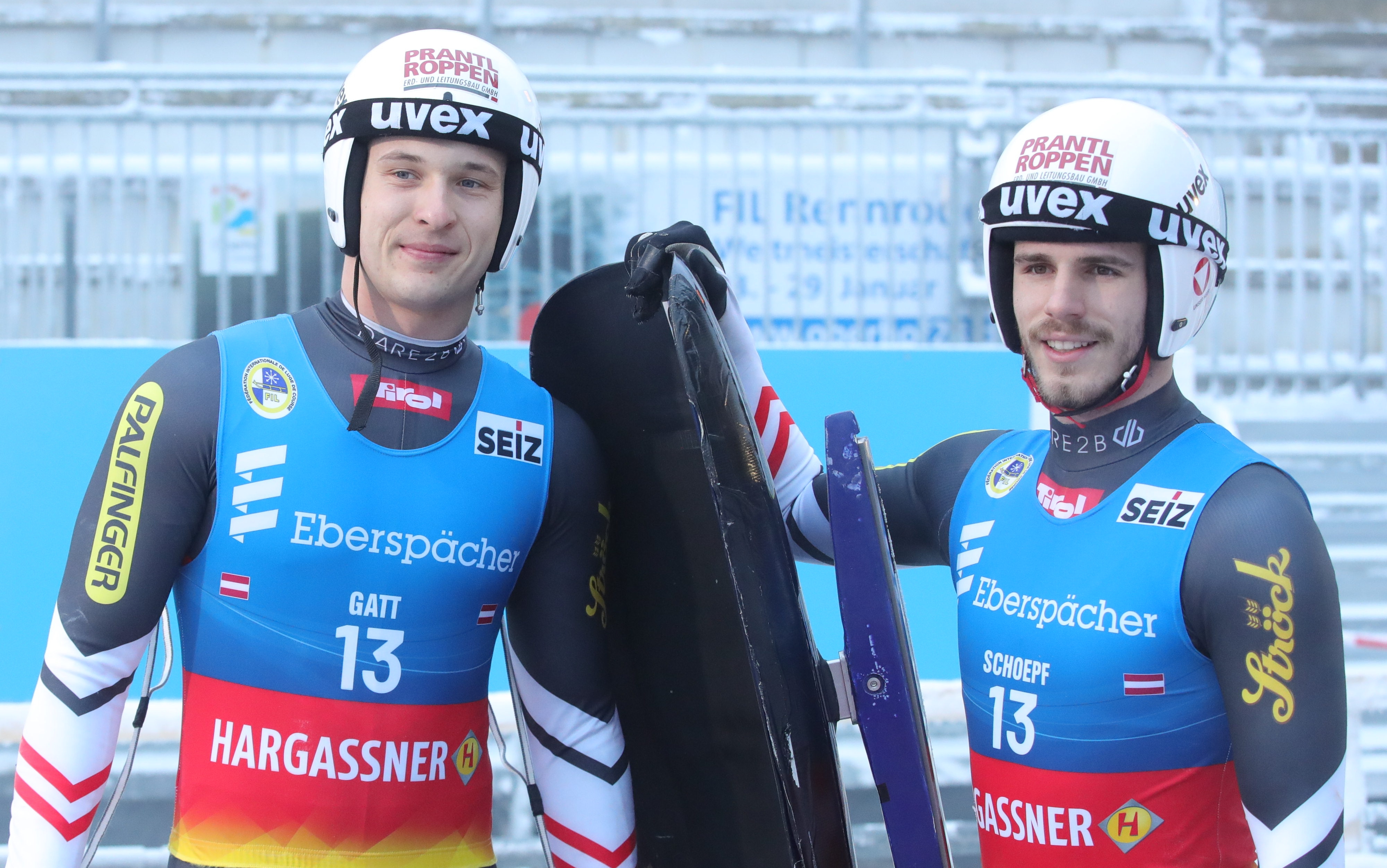
Gatt/Schöpf, U23-Europameister

| Platz | Sportler                                         | Laufzeiten        | Zeit             |
| ----- | ------------------------------------------------ | ----------------- | ---------------- |
| 01    | Thomas Steu / Wolfgang Kindl                     | 39,344 s 39,346 s | 1:18,690 Minuten |
| 02    | Mārtiņš Bots / Roberts Plūme                     | 39,414 s 39,448 s | 1:+0,172 s       |
| 03    | Tobias Wendl / Tobias Arlt                       | 39,510 s 39,476 s | 1:+0,296 s       |
| 04    | Hannes Orlamünder / Paul Gubitz                  | 39,506 s 39,574 s | 1:+0,390 s       |
| 05    | Emanuel Rieder / Simon Kainzwaldner              | 39,531 s 39,556 s | 1:+0,397 s       |
| 06    | Yannick Müller / Armin Frauscher                 | 39,662 s 39,643 s | 1:+0,615 s       |
| 07    | Ivan Nagler / Fabian Malleier                    | 39,632 s 39,679 s | 1:+0,621 s       |
| 08    | Juri Gatt / Riccardo Schöpf (U23)                | 39,405 s 40,181 s | 1:+0,896 s       |
| 09    | Ludwig Rieder / Lukas Gufler                     | 39,825 s 39,798 s | 1:+0,933 s       |
| 10    | Raimonds Baltgalvis / Vitālijs Jegorovs (U23)    | 39,846 s 39,810 s | 1:+0,966 s       |
| 11    | Moritz Jäger / Valentin Steudte (U23)            | 39,803 s 39,856 s | 1:+0,969 s       |
| 12    | Eduards Ševics-Mikeļševics / Lūkass Krasts (U23) | 39,728 s 39,960 s | 1:+0,998 s       |
| 13    | Wojciech Chmielewski / Jakub Kowalewski          | 39,789 s 39,970 s | 1:+1,069 s       |
| 14    | Tomáš Vaverčák / Matej Zmij                      | 39,970 s 40,016 s | 1:+1,296 s       |
| 15    | Tudor-Ștefan Handaric / Sebastian Motzca (U23)   | 40,111 s 40,153 s | 1:+1,574 s       |
| 16    | Christián Bosman / Michal Macko (U23)            | 40,176 s 40,202 s | 1:+1,688 s       |
| 17    | Ihor Hoj / Nasarij Katschmar                     | 40,155 s 40,275 s | 1:+1,740 s       |
| 18    | Marian Gîtlan / Darius Șerban                    | 40,224 s 40,508 s | 1:+2,042 s       |
| 19    | Wadym Mykyjewytsch / Bohdan Babura (U23)         |                   |                  |

### Teamstaffel

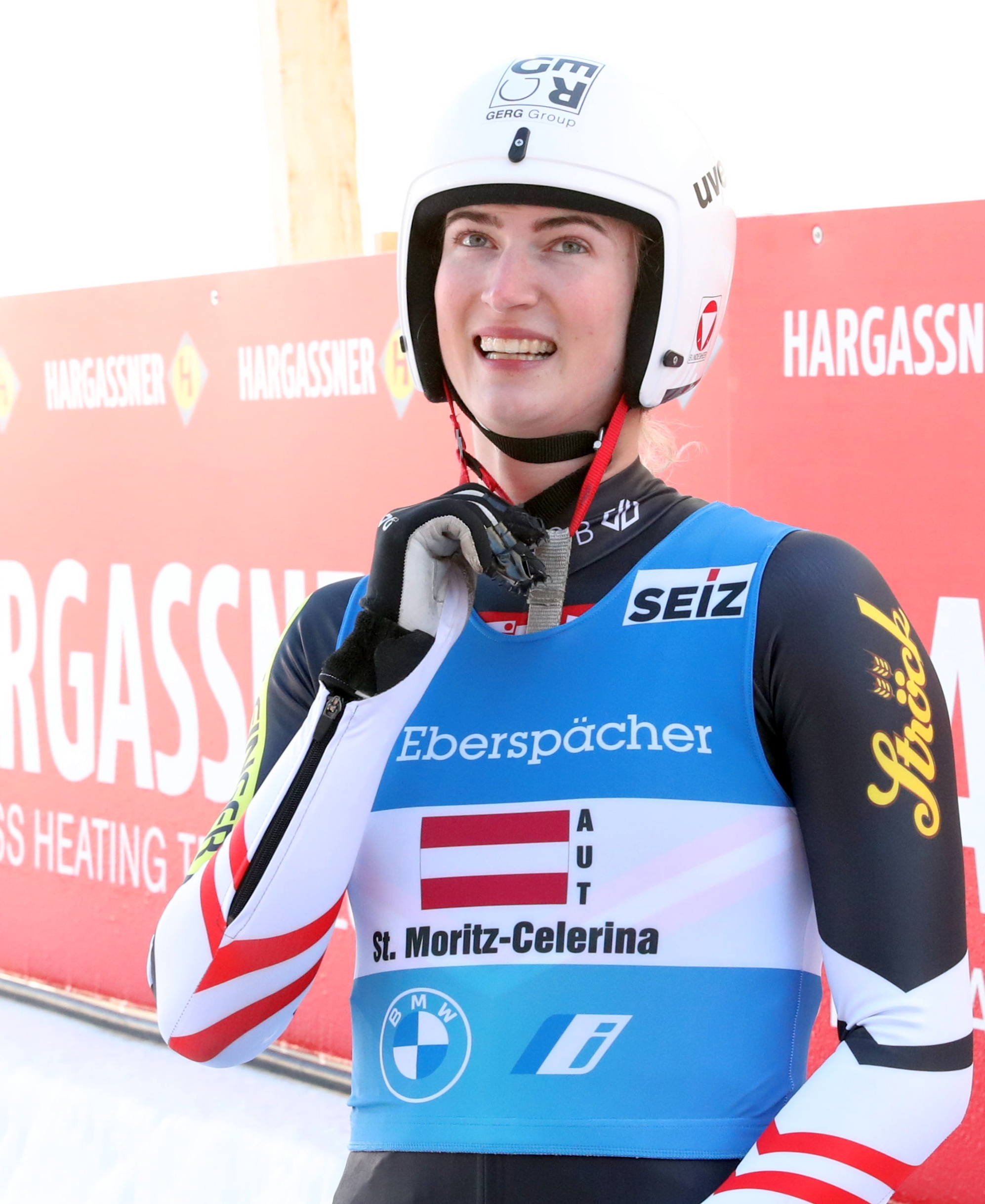
Madeleine Egle

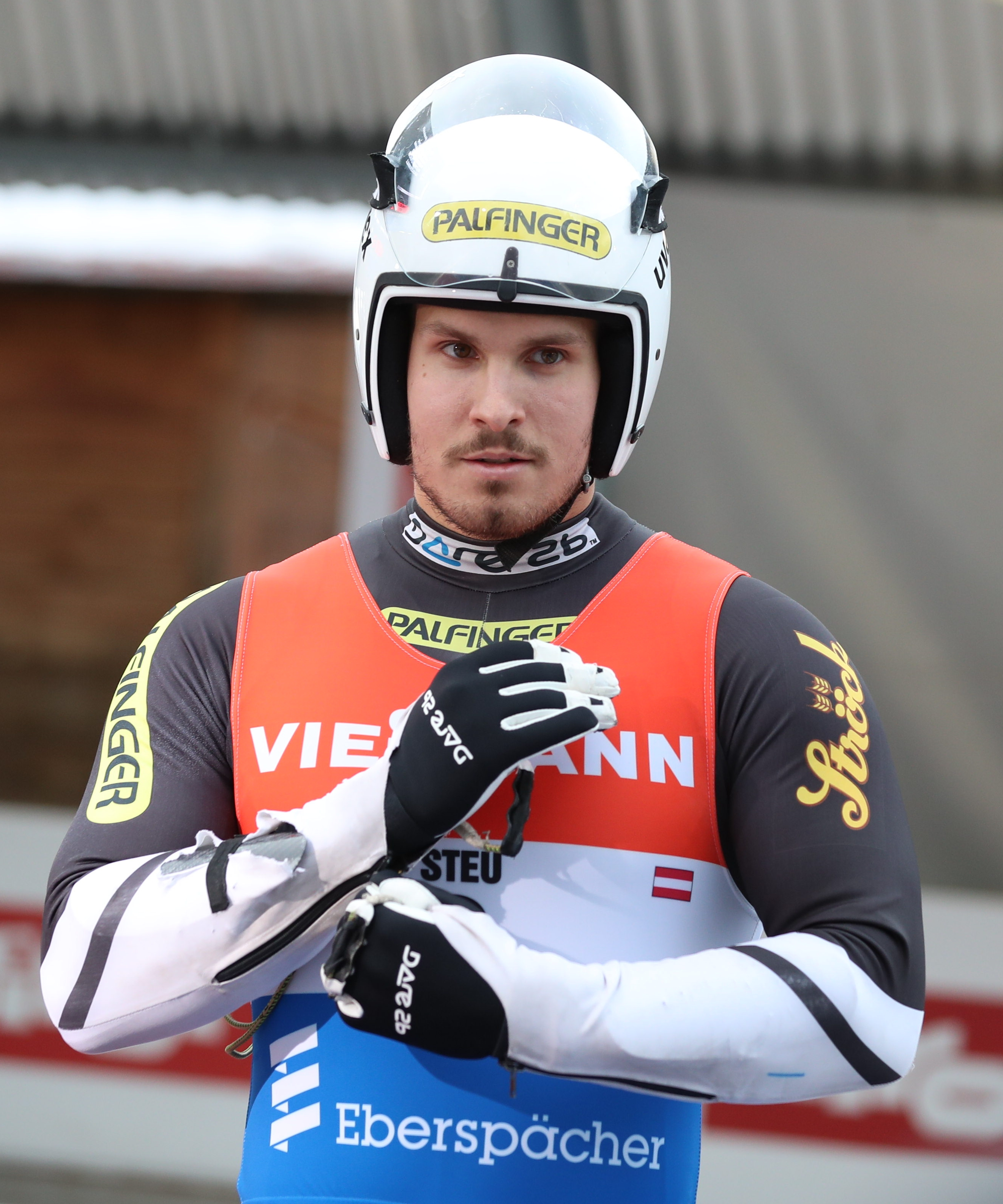
Thomas Steu

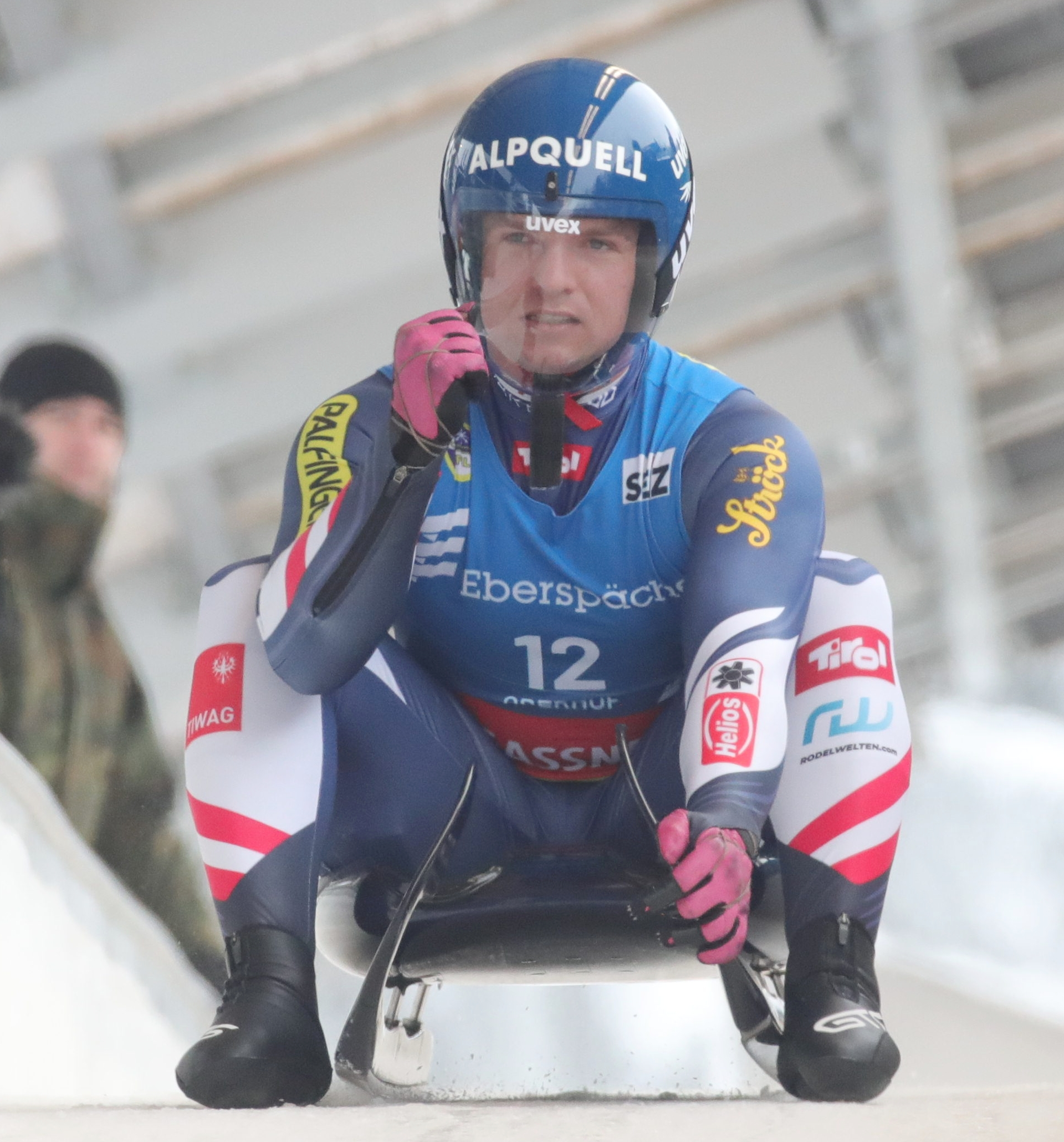
Wolfgang Kindl

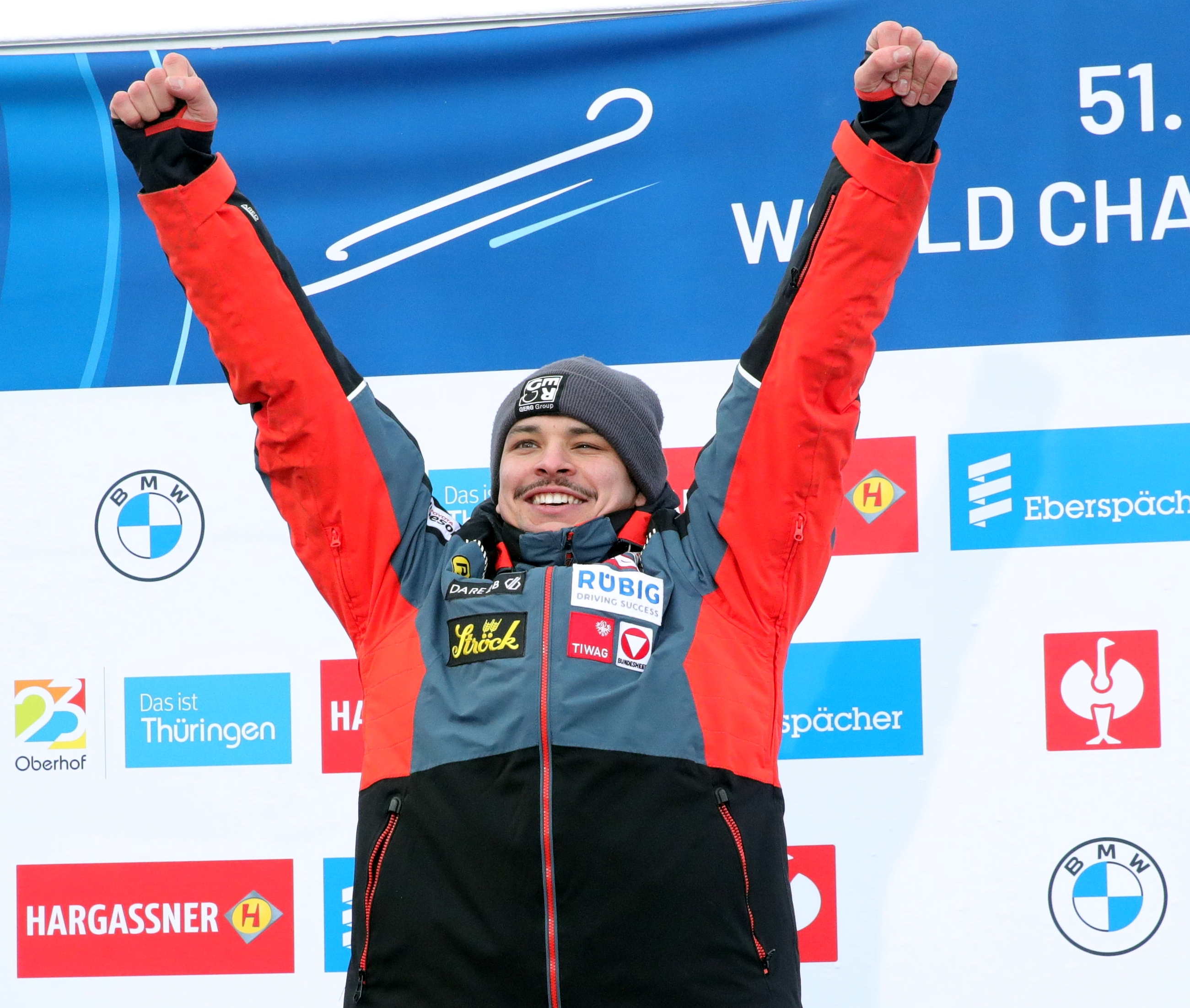
Jonas Müller

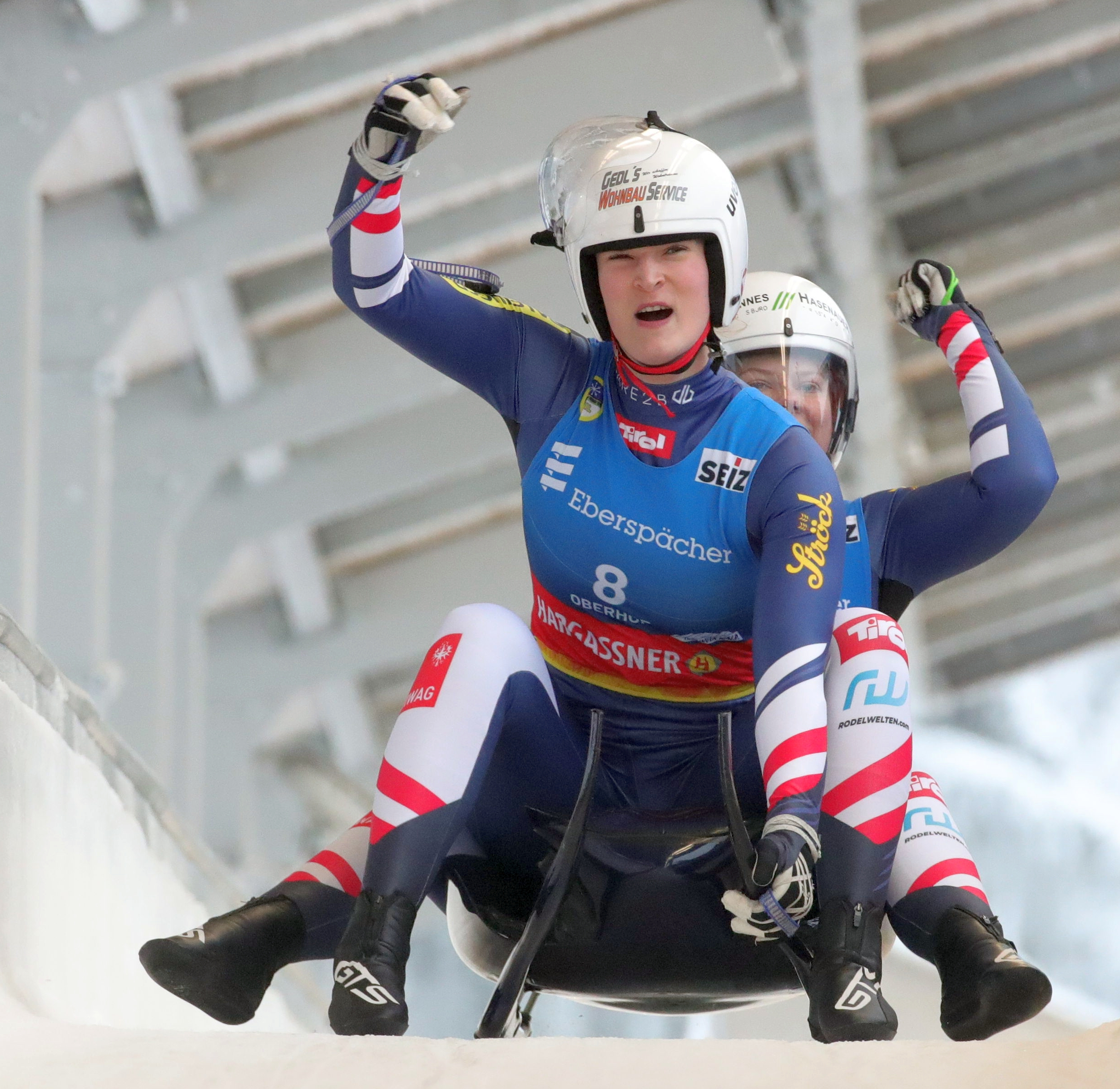
Egle/Kipp

| Platz | Sportler | Zeit             |
| ----- | --- | ---------------- |
| 01    | ÖsterreichMadeleine Egle Thomas Steu / Wolfgang Kindl Jonas Müller Selina Egle / Lara Kipp                                           | 2:52,910 Minuten |
| 02    | DeutschlandJulia Taubitz Tobias Wendl / Tobias Arlt Max Langenhan Jessica Degenhardt / Cheyenne Rosenthal                            | 1:+0,186 s       |
| 03    | ItalienVerena Hofer Emanuel Rieder / Simon Kainzwaldner Dominik Fischnaller Andrea Vötter / Marion Oberhofer                         | 1:+0,461 s       |
| 04    | LettlandElīna Ieva Vītola Mārtiņš Bots / Roberts Plūme Kristers Aparjods Marta Robežniece / Kitija Bogdanova                         | 1:+1,095 s       |
| 05    | UkraineJulianna Tunyzka Ihor Hoj / Nasarij Katschmar Andrij Mandsij Olena Stezkiw / Oleksandra Moch                                  | 1:+3,299 s       |
| 06    | RumänienIoana-Corina Buzatoiu Tudor-Ștefan Handaric / Sebastian Motzca Valentin Crețu Raluca Strămăturaru / Mihaela-Carmen Manolescu | 1:+3,848 s       |
| 07    | PolenKlaudia Domaradzka Wojciech Chmielewski / Jakub Kowalewski Mateusz Sochowicz Nikola Domowicz / Dominika Piwkowska               | 1:+4,033 s       |

## Medaillenspiegel
Die U23-Wertung wird für den allgemeinen Medaillenspiegel nicht berücksichtigt.
| Platz | Land        | Gold | Silber | Bronze | Gesamt |
| ----- | ----------- | ---- | ------ | ------ | ------ |
| 1     | Österreich  | 4    | 1      | 0      | 5      |
| 2     | Deutschland | 1    | 2      | 3      | 6      |
| 3     | Lettland    | 0    | 1      | 1      | 2      |
| 3     | Italien     | 0    | 1      | 1      | 2      |

Medaillenspiegel U23-Wertung

Für die Rennen in der klassischen Disziplin (Ein- und Doppelsitzer der Frauen sowie Männer) wurde eine U23-Europameisterschaftswertung durchgeführt.
| Platz | Land        | Gold | Silber | Bronze | Gesamt |
| ----- | ----------- | ---- | ------ | ------ | ------ |
| 1     | Lettland    | 2    | 1      | 0      | 3      |
| 2     | Österreich  | 1    | 1      | 1      | 3      |
| 3     | Italien     | 1    | 0      | 1      | 2      |
| 4     | Deutschland | 0    | 2      | 2      | 4      |